# Дело Банка Москвы
Дело Банка Москвы — совокупность доведённых до суда и продолжающихся расследоваться уголовных дел по обвинению менеджмента и бывших совладельцев Банка Москвы в растратах, хищениях и прочих злоупотреблениях.
Дело получило широкую огласку вскоре после отставки мэра Москвы Юрия Лужкова в связи с тем, что Банк Москвы в период правления Лужкова являлся опорным банком столичного правительства, а одним из ключевых уголовных дел, связанных с банком, стало дело о злоупотреблениях при выдаче Банком Москвы кредита ЗАО «Премьер Эстейт», присвоение которого через подконтрольную компанию Интеко приписывают жене Лужкова Елене Батуриной.
Дело Банка Москвы развивалось на фоне попыток менеджеров банка Андрея Бородина и Льва Алалуева, являвшихся, так же, миноритарными совладельцами, установить контроль над банком и, начиная с конца 2010 года, на фоне поглощения Банка Москвы группой ВТБ.

## Предыстория
- 5 января 1995 года. Мэр Москвы Лужков подписывает распоряжение «О первоочередных мерах по созданию Московского муниципального банка», которое предусматривает «поэтапную передачу всех бюджетных и внебюджетных счетов Москвы для обслуживания указанным банком». Рабочую группу по созданию банка возглавляет Андрей Бородин.[1]
- Март 1995 года. Правительство города Москвы создает «Московский муниципальный банк — Банк Москвы», впоследствии реорганизованный в Банк Москвы. Москве принадлежал 51 % акций компании. Остальные акции были распределены между несколькими мелкими акционерами, никто из которых не владел более чем пятью процентами. Андрей Бородин назначен президентом компании.[2]
- Кризис 1998 года
- 2006 год. Интеко анонсирует проект «Сетунь-Хиллс»[3]. Начало строительства заявлено на 2007 год.
- 5 марта 2008 года. Общественный градостроительный совет при мэре Москвы утверждает проект строительства «Сетунь-Хиллс»[4][5].
- По сведениям самого Бородина, с 1999 по 2004 год 20,3 % акций Банка Москвы переходят под контроль Андрея Бородина и его партнера Льва Алалуева[2]. Источник средств, которые были потрачены на покупку акций, Бородиным не конкретизируется, по его утверждению, они были получены «от реализации личных проектов»[2].
- Пресса указывала, что переход контроля осуществлялся более длительное время, до 2008 был не публичен[1] и закончился в 2009 году сосредоточением в руках компаньонов 23 % акций банка[6]. По сообщениям прессы доли в общем капитале контролировавшихся менеджментом Банка Москвы юридических лиц, которые владели акциями банка распределялись между Бородиным и Алалуевым как 80 к 20. Параллельно с увеличением доли менеджмента, городские власти потеряли контрольный пакет банка, оставшись с 43,999 % акций.[7]. СМИ и ряд сторонних наблюдателей обращали внимание на непрозрачность условий перехода этих акций[8]. Так же в 2008 году рейтинговое агентство Fitch выразило своё беспокойство тем, что город потерял прямой контроль над банком, а его структура владения стала избыточно сложной[7]. В ответ представители банка и городского правительства заверили Fitch, что Москва сохранит контроль над Банком Москвы, выкупив допэмиссию его акций. Однако подробности предстоящей допэмиссии раскрыты не были[8]. Позднее, СМИ указывали, что акции менеджмента, возможно, были приобретены на кредитные средства, выданные самим банком[9]. Сам Бородин отказывался комментировать источник происхождения своих средств, в том числе и использование для этого средств самого банка[10]. При этом, по заявлению газеты «Комсомольская Правда», официальный уровень доходов самого Бородина был низок и не соответствовал стоимости купленных им акций[11].
- К 2010 году Бородину и Алалуеву приписывали возможный контроль надо блокирующим пакетом акций банка[1]. Как на один из механизмов такого контроля пресса указывала на переход в 2006 части городского пакета акций в собственность ОАО «Столичная страховая группа», в котором на тот момент у Москвы был только блокирующий пакет акций и последующую (в 2008 году) продажу контрольного пакета акций ОАО «Столичная страховая группа» в собственность Банка Москвы. Таким образом была организована кольцевая структура владения частью акций банка, когда часть акций, номинально находящаяся в собственности города, фактически оказалась под управлением менеджмента Банка Москвы[1].
- Март 2009 года. Государственная регистрация ЗАО «Премьер Эстейт»[12]. Уставной капитал ЗАО — 10000 рублей[13].
- 3 июня 2009 года. Мосгордума одобрила решение городского правительства о взносе в уставный капитал Банка Москвы 14,99 млрд рублей в рамках выкупа 75 процентов акций допэмиссии. Деньги были направлены банку через Департамент имущества Москвы[14]. Доля города в акционерном капитале банка увеличилась до 48,1 %[15], но контроль так и не был в дальнейшем восстановлен, в том числе и при последующих эмиссиях, в выкупе которых участвовали городские власти.
- 3 июня 2009 года. Банк Москвы и ЗАО «Премьер Эстейт» заключают кредитный договор[16] и деньги в размере 12 миллиардов 760 миллионов рублей[16] поступают на счет Премьер Эстейт[14].
- 24 июня 2009 года. Интеко даёт объявление о продаже земельного участка, предназначенного для строительства проекта Сетунь-Хиллс[14].
- 25 июня 2009 года. Участок выкуплен Премьер Эстейт, который переводит деньги Интеко[14]. Сумма сделки составила около 416 млн долларов[14], что, с учётом курса доллара, соответствовало сумме кредита. По оценкам экспертов, сумма сделки превышала средние цены на рынке в 4-6 раз[14].
- Ноябрь 2009 года. Лидер ЛДПР Владимир Жириновский обращается к министру внутренних дел Рашиду Нургалиеву с просьбой провести проверку по факту получения возглавляемой женой мэра Москвы Юрия Лужкова Еленой Батуриной строительной фирмой «Интеко», денег, которые были выделены правительством Москвы на поддержку Банка Москвы[17].

## Последовательность событий
- 28 сентября 2010 года произошла отставка мэра Москвы Юрия Лужкова в связи с утратой доверия.
- Ноябрь 2010. Новый мэр Москвы Сергей Собянин окончательно запрещает строительство в рамках проекта Сетунь-Хиллс[13].
- 13 декабря 2010 года Счетная палата РФ начала комплексную проверку Банка Москвы[18].
- 20 декабря в СМИ появились сообщения о возбуждении уголовного дела по статье УК РФ Мошенничество в особо крупных размерах[19] против неустановленных сотрудников Банка Москвы.
- 21 декабря стало известно что Главным следственным управлением при ГУВД Москвы в отношении бывшего президента Банка Москвы Андрея Бородина и его заместителя Дмитрия Акулинина было заочно предъявлено обвинение по части 1 статьи 201 УК РФ (злоупотребление полномочиями)[13].
- 20 января 2011 года председатель Счётной палаты Сергей Степашин сообщил, что комплексная проверка деятельности банка, начатая в декабре 2010 года, была приостановлена по просьбе руководства ВТБ и мэра Москвы Сергея Собянина. По его словам, приостановка проверки произошла на фоне информации о возможной покупке части или всего пакета акций Банка Москвы банком ВТБ[20].
- 3 февраля 2011 года Федеральная антимонопольная служба сообщает, что документы о покупке Банка Москвы подали ВТБ и Альфа-банк[21].
- В феврале 2011 года сделка между московским правительством и ВТБ. Столичное правительство внесло 46,48 % акций Банка Москвы, а также 25 % плюс одна акций Столичной страховой группы (ССГ) в акционерный капитал принадлежащей городу Центральной Топливной Компании (ЦТК), а та, через несколько дней, продала эти же акции второму по величине банку РФ — ВТБ. Эта сделка была оспорена в арбитражном суде одним из миноритарных акционеров банка — компанией Экотехнология, которой приписывали подконтрольность Бородину[22]. Претензии Экотехнологии были отвергнуты судом в апреле того же года[22].
- После сделки между московским правительством и ВТБ Счётная палата продолжила проверку банка, которая завершилась в марте[23].
- 17 февраля СК МВД провёл обыски в офисах Банка Москвы, а также по месту жительства руководителей Банка Москвы[20]. Также были проведены обыски в офисах Интеко, ЗАО «Кузнецкий Мост Девелопмент» и Русского земельного банка. Пресс-служба следственного управления при МВД РФ сообщила, что обыски были проведены по факту перечисления около 13 миллиардов рублей кредита, полученного мошенническим путём компанией «Премьер Эстейт» у Банка Москвы, на личный счёт главы строительной компании «Интеко» супруги экс-мэра Москвы Елены Батуриной[24].
- После покупки акций Москвы и достижения договорённости о продаже ВТБ пакета Goldman Sachs председатель ВТБ Андрей Костин объявил, что сумел консолидировать контрольный пакет банка[25]. После его личной встречи с Бородиным[25], 24 февраля 2011 года на внеочередном заседании совета директоров Банка Москвы Андрей Бородин предложил избрать Андрея Костина председателем совета директоров Банка Москвы вместо избранного за 10 дней до этого Дмитрия Акулинина.
- Одновременно соглашение ВТБ c Goldman Sachs было оспорено в Лондонском суде одной из структур, которой приписывалась близость к Андрею Бородину, и 24 февраля пакет акций Goldman Sachs был арестован. Это привело к тому, что ВТБ вновь остался без контрольного пакета акций Банка Москвы.
- В марте 2011 консолидация контрольного пакета Банка Москвы в руках ВТБ была завершена[26].
- 25 марта Счётная палата РФ обнародовала итоги проверки Банка Москвы. По словам аудитора Счётной палаты Михаила Бесхмельницина, выяснилось, что менеджмент нарушал документы ЦБ, а также внутренние документы и процедуру выдачи кредита. Также, по его словам, Счётная палата озабочена отвлечением ресурсов Банка Москвы на финансирование около 40 непрофильных организаций, аффилированных с банком, на нерыночных условиях[23].
- 29 марта Банк Москвы объявил об отстранении от должности члена правления представителя ВТБ, крупнейшего акционера банка Михаила Кузовлева, претендующего на роль главы Банка Москвы. Андрей Костин публично дезавуировал это решение и заявил, что оно было принято в его отсутствие и не было согласованно с ним[27].
- 5 апреля в СМИ появилась информация, что Бородин, опасаясь ареста, покинул Россию и находится в Лондоне на лечении. По данным СМИ, Акулинин тоже уехал из России[28]. Также стало известно, что Андрею Бородину и Дмитрию Акулинину предъявлены обвинения в злоупотреблении полномочиями по делу в выделении кредита ЗАО «Премьер Эстейт». Об этом говорится в ходатайстве СК при МВД России в Тверской суд Москвы об отстранении руководителей Банка Москвы от должности. В документе также сказано, что Бородин и Акулинин были вызваны на допрос для предъявления им обвинений, но из Банка Москвы пришёл ответ, что оба топ-менеджера находятся в заграничной командировке, а заканчивается она 6 апреля[29]. Cледственный комитет при МВД выписал постановления о приводе на допрос Андрея Бородина[30][31].
- 8 апреля Андрей Бородин продал весь принадлежавший ему и советнику Льву Алалуеву пакет акций банка.
- 12 апреля стало известно что президент Банка Москвы Андрей Бородин и его первый заместитель Дмитрий Акулинин отстранены от должностей решением суда на время следствия по делу ЗАО «Премьер Эстейт»[32].
- 4 мая 2011 года. Тверской суд Москвы выдал санкцию на заочный арест бывшего президента Банка Москвы. Днём ранее тем же судом был осуществлён заочный арест его заместителя Дмитрия Акулинина[33].
- В сентябре 2011 года Андрей Костин объявил, что ВТБ увеличит свою долю в Банке Москвы до 100 % акций[34]. Впоследствии выяснилось, что эти акции акций ВТБ приобрел у скрывавшегося Бородина через Виталия Юсуфова — сына бывшего российского министра энергетики Игоря Юсуфова, причем сумма комиссионных Юсуфовых могла составить $300 млн[35].
- В августе 2011 Андрей Бородин обратился в Мещанский суд столицы с иском о выплате ему более 140 миллионов рублей за досрочное расторжение трудового договора[36].
- В ноябре 2011 Андрей Бородин был объявлен в международный и федеральный розыск. Было установлено, что Бородин находится на территории Великобритании[37].
- В марте 2012 Генеральная Прокуратура РФ оперативно подготовила и направила в компетентные органы Великобритании запрос о его выдаче для привлечения к уголовной ответственности[38].
- В ноябре 2013 года Андрей Бородин и его заместитель Дмитрий Акулинин были обвинены российским следствием в легализации денежных средств, полученных преступным путём (ч. 4 ст. 174.1 УК РФ)[39].
- В июле 2014 года Бородину и Акулинину было предъявлено новое обвинение — в хищении[39].
- 10 февраля 2016 года Мещанский суд Москвы приговорил к 4,5 и 4 годам колонии, соответственно, бывших сотрудников Банка Москвы Константина Сальникова и Аллу Аверину за хищение более миллиарда рублей у кредитной организации[40].
- 24 февраля 2016 года Мещанский суд Москвы в среду признал виновной экс-главу компании «Премьер Эстейт» Светлану Тимонину в пособничестве растрате[41] и приговорил к пяти годам[42] тюремного заключения. Её сообщник (по версии следствия), президент ЗАО «Кузнецкий мост девелопмент» Борис Шемякин, находясь на свободе под залогом, в 2011 году покинул территорию РФ[41].
- 10 мая 2016 года Банк Москвы был присоединён к банку ВТБ.
- 12 мая 2016 года Тверской районный суд арестовал недвижимость Бородина в Великобритании[39].
- 11 ноября 2016 года Мосгорсуд отменил приговор бывшему руководителю «Премьер Эстейт» Светлане Тимониной, вернув уголовное дело в прокуратуру, и освободил Тимонину в зале суда[43].

## Позиции участников конфликта

### Публичная позиция Андрея Бородина
Андрей Бородин никогда не озвучивал публично источник средств, на которые им и его партнёром были приобретены акции банка.
Позиция защиты Бородина по делу Премьер-Эстейт сводится к тому, что кредит был обеспечен залогом. При этом временной разрыв между выдачей кредита и фактическим появлением предмета залога в распоряжении Премьер-Эстейт никак не комментируется.

### Позиция менеджмента Премьер Эстейт
После окончания первого процесса над главой Премьер Эстейт Светланой Тимониной её защита объявила о намерении обжаловать приговор.
Защита Светланы Тимониной намерена обжаловать приговор. Об этом ТАСС сообщила её адвокат Лариса Каштанова. «Приговор незаконный, обязательно будем его обжаловать», — сказала защитник, отметив, что «Тимонина никаких незаконных действий не совершала».
В ноябре 2016 года защите Тимониной удалось добиться отмены приговора, настояв на своей позиции.

## Последствия конфликта

### Экономические последствия поглощения Банка Москвы группой ВТБ и публичные оценки
После перераспределения акций и проведения аудита новыми акционерами, Банку Москвы потребовалась крупная помощь государства, на эти цели Агентство по страхованию вкладов выделило, на возвратной основе, 295 млрд рублей, ещё 100 млрд было выделено банком ВТБ. Сам Банк Москвы связал выделение этих средств с проблемами кредитного портфеля, вызванными действиями предыдущего менеджмента банка.
Несмотря на первоначальные негативные оценки ряда экспертов и публичную критику, по состоянию на 2016 год операция по поглощению Банка Москвы оценивается многими источниками как экономически выгодная.
В частности, указывалось, что, исходя из отчётности группы ВТБ, срок окупаемости вложений в операцию по покупке Банка Москвы составил около 5 лет.
Собственные оценки ВТБ указывают на синергетический эффект от слияния двух банков, но так же и на временный рост расходов, необходимых для интеграции бизнеса. По мнению представителя ВТБ, более значительный эффект от присоединения банка Москвы будет виден в 2017 году.
По заявлению главы финансового департамента ВТБ Дмитрия Пьянова, к моменту слияния стоимость проблемных активов Банка Москвы снизилась, составив 243 миллиарда рублей.
```
"В 2012-2014 годы произошли значимые возвраты долгов, но в настоящий момент потенциал по возврату имеющейся задолженности практически исчерпан"
```

По его оценке, экономия на издержках после реорганизации должна составить около 10 миллиардов рублей в год.

### Судебные разбирательства в Лондоне
Судебные разбирательства между группой ВТБ и Андреем Бородиным продолжаются до настоящего момента (апрель 2017).